# Сенситизация
Сенситизация (сенсибилизация) — патологический процесс в нервной ткани, следствием которого является гипералгезия (усиление болевой реакции на вредные стимулы), аллодиния (снижение болевого порога), гиперпатия (чрезмерная субъективная реакция на болевые и неболевые стимулы, которая сохраняется в течение длительного времени) и вторичная гипералгезия (распространение болевых ощущений за границы тканевого повреждения).
Сенситизация - это проявление нейропластичности, и является результатом повреждения путей проведения боли.

## Периферическая сенситизация
Периферическая сенситизация возникает в терминалях ноцицептора вблизи поврежденной ткани.

### В периферических тканях

#### Механизмы сенситизации

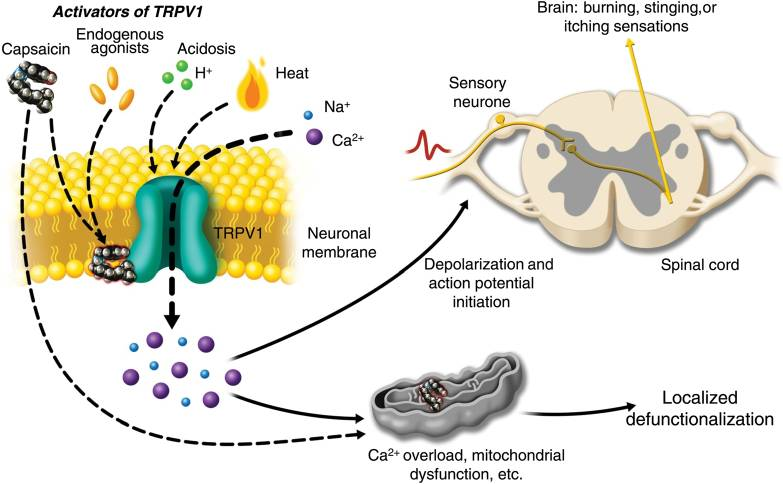
Механизмы активации TRPV1-рецепторов.

- Высвобождение медиаторов воспаления (H+, K+, брадикинин, гистамин, серотонин, АТФ, NO, PGE2) при повреждении ткани, которые при взаимодействии с соответствующими рецепторами на терминалях ноцицептора приводят к активации протеинкиназ A и C, которые в свою очередь фосфорилируют сами рецепторы (в особенности TRPV1 (рецептор ионов H+) и рецепторы потенциал-зависимых натриевых каналов), усиливая их активность.
- Снижение pH в области поражения, что ведет к активации TRPV1-рецепторов.
- Активация в клетках пути арахидоновой кислоты с последующим накоплением простагландинов и лейкотриенов.
- Миграция в очаг повреждения тучных клеток, фибробластов и нейтрофилов, и выделение ими медиаторов воспаления.

Данные механизмы в результате приводят к сенсибилизации периферических терминалей и последующему развитию соответствующего комплекса клинических симптомов.
Особенное значение имеют потенциал-зависимые натриевые каналы, которые однозначно имеют большую роль в возникновении нейропатической боли (такой, что является следствием структурных и/или функциональных изменений в периферической или центральной нервной ткани) и представляют интерес как мишени для воздействия фармакологическими препаратами (селективные анестетики, противосудорожные препараты).

### В корешке спинного ганглия
1. Транспорт медиаторов воспаления и NGF (фактор роста нервов) из периферических терминалей чувствительного нейрона к его телу.
2. Активация определённых сигнальных путей, которые приводят к активации протеинкиназ (MAPK, ERK, JNK, CamK 4).
3. Модуляция экспрессии генов, кодирующих белки соответствующих рецепторов и ионных каналов.
4. Усиление влияния медиаторов воспаления на рецепторы терминалей.
5. Проявления сенситизации.

## Центральная сенситизация
Возникает в желатинозной субстанции задних рогов спинного мозга между аксоном первого нейрона и телом второго нейрона путей болевой чувствительности.
Различают острую и позднюю фазы сенситизации.

### Острая фаза
Стандартно информация передается с первого на второй нейрон при помощи возбуждающих медиаторов глутамата (взаимодействует с AMPA-рецепторами тела второго нейрона) и субстанции P (взаимодействует с рецептором нейрокинина (NKR)).
При интенсивной стимуляции ноцицепторов высвобождаются трансмиттеры (NGF, субстанция P, глутамат), которые взаимодействуют с различными рецепторами тела нейрона (NKR, Trk A, NMDA), вследствие чего активизируются протеинкиназы A и C, которые фосфорилируют рецепторы глутамата, усиливая их активность и приводя к центральной сенситизации.

### Поздняя фаза
В поздней фазе сенситизации главное значение имеет чрезмерная продукция PGE2 (простагландин E2).
PGE2 образуется из арахидоновой кислоты под действием ЦОГ2, которую стимулируют провоспалительные цитокины (IL1β).
Данный механизм по-видимому является ключевым в возникновении центральной сенситизации и развития соответствующих клинических симптомов.